# Atlantapseudes lindae
Atlantapseudes lindae är en kräftdjursart som beskrevs av Meyer och Heard 1989. Atlantapseudes lindae ingår i släktet Atlantapseudes och familjen Apseudidae. Inga underarter finns listade i Catalogue of Life.